# Siemiatycze (gemeente)
De gemeente Siemiatycze is een landgemeente in het Poolse woiwodschap Podlachië, in powiat Siemiatycki.
De zetel van de gemeente is in Siemiatycze.
Op 30 juni 2004 telde de gemeente 6546 inwoners.

## Oppervlakte gegevens
In 2002 bedroeg de totale oppervlakte van gemeente Siemiatycze 227,14 km², waarvan:
- agrarisch gebied: 71%
- bossen: 22%

De gemeente beslaat 15,56% van de totale oppervlakte van de powiat.

## Demografie
Stand op 30 juni 2004:
| Omschrijving                   | Totaal | Totaal | Vrouwen | Vrouwen | Mannen | Mannen |
| ------------------------------ | ------ | ------ | ------- | ------- | ------ | ------ |
| eenheid                        | aantal | %      | aantal  | %       | aantal | %      |
| inwoners                       | 6546   | 100    | 3259    | 49,8    | 3287   | 50,2   |
| bevolkingsdichtheid (inw./km²) | 28,8   | 28,8   | 14,3    | 14,3    | 14,5   | 14,5   |

In 2002 bedroeg het gemiddelde inkomen per inwoner 1205,35 zł.

## Plaatsen
Anusin, Baciki Bliższe, Baciki Dalsze, Baciki Średnie, Boratyniec Lacki, Boratyniec Ruski, Cecele, Czartajew, Grzyby-Orzepy, Hałasówka, Hryćki, Kadłub, Kajanka, Klekotowo, Klukowo, Kłopoty-Bańki, Kłopoty-Bujny, Kłopoty-Patry, Kłopoty-Stanisławy, Korzeniówka Duża, Korzeniówka Mała, Krasewicze-Czerepy, Krasewicze-Jagiełki, Krupice, Kułygi, Lachówka, Laskowszczyzna, Leszczka, Ogrodniki, Olendry, Ossolin, Rogawka, Romanówka, Siemiatycze-Stacja, Skiwy Duże, Skiwy Małe, Słochy Annopolskie, Stare Krasewicze, Stare Moczydły, Szerszenie, Tołwin, Turna Duża, Turna Mała, Wiercień Duży, Wiercień Mały, Wólka Biszewska, Wólka Nadbużna, Wyromiejki, Zalesie.

## Aangrenzende gemeenten
Drohiczyn, Dziadkowice, Grodzisk, Mielnik, Nurzec-Stacja, Platerów, Sarnaki, Siemiatycze